# Лисенко Федір Остапович
Федір Остапович Лисенко (7 червня 1887, Бердянськ, Таврійська губернія, Російська імперія — 26 серпня 1937) — український радянський геолог, доктор геологічних наук, професор.
Жертва сталінського терору.

## Біографія
Народився 7 червня 1887 року у місті Бердянську (тепер Запорізької області). Із золотою медаллю закінчив гімназію в рідному місті і поступив до Петербурзького гірничого інституту. Через участь у студентських заворушеннях змушений був залишити Петербург і виїхати до Томська, де в 1911 році з відзнакою закінчив гірничий інститут, отримавши диплом гірничого інженера.
Протягом семи років працював на рудниках Сибіру, Уралу, Казахстану. 
У 1918 році повернувся в Україну. 
У 1920 році викладав у Кам'янець-Подільському університеті та, за завданням губвиконкому, досліджував мінеральні ресурси Поділля. 
З 1926 року на запрошення директора Українського науково-дослідного Геологічного інституту академіка П. А. Тутковського, переїхав до Києва і приступив до роботи на посаді старшого наукового співробітника, потім завідувача відділу нерудних копалин, отримавши у 1934 році вчене звання професора. Займався вивченням силікатів та фосфатів Поділля, пізніше — дослідженням Роменської площі, що завершилась відкриттям промислової нафти та нової нафтогазової провінції.

Могила Федора Лисенка

У зв'язку із складнощами, що виникли при розробці Роменської площі 22 травня 1937 року був заарештований, як підозрюваний у саботажі та диверсії. Вироком від 3 вересня 1937 року засуджений до найвищої міри покарання — розстрілу, який відбувся 26 серпня 1937 року, ще до оголошення вироку в суді. 
28 листопада 1956 року реабілітований. Похований на Байковому кладовищі в Києві (ділянка № 18).

## Вшанування пам'яті
7 червня 2017 року на державному рівні в Україні відзначалась пам’ятна дата – 130 років з дня народження Федора Лисенка (1887-1937), геолога.